# Parc des Buttes-Chaumont
Il Parc des Buttes-Chaumont è un parco pubblico situato a nord-est di Parigi, nel XIX arrondissement . Ha una superficie di 24,73 ettari ed è il terzo più grande dei 426 giardini di Parigi, dopo il primo che è il parc de la Villette ed il secondo i Giardini delle Tuileries.  
In questo quartiere si trovavano le antiche cave di estrazione di gesso e di pietre utilizzate per la costruzione dei palazzi parigini, negli arrondissement centrali. Il parco è costruito sulla più grande di queste cave.
La sua entrata principale è sulla place Armand-Carrel dove si trova il municipio del XIX arrondissement, vicino alla stazione della Metropolitana di Parigi Laumière sulla linea 5. Si può accedere al parco da altri ingressi posti all'altezza delle stazioni della linea 7 bis, Buttes Chaumont e Botzaris. 
Il parco comprende 12 ettari di prati, un bosco di 6 ettari, un lago di 1,5 ettari alimentato da due ruscelli, 1 ettaro di scogliere artificiali di altezza pari a 20 metri, e infine una grotta alta 20 metri e larga 14 decorata da numerose stalattiti.  

## Storia
Napoleone III lo fece realizzare dal Barone Haussmann il quale diede l'incarico a Jean-Charles Alphand che aveva progettato, tra gli altri, il bois de Boulogne.
Luogo dell'esoterismo parigino del XIX secolo, il parco, e particolarmente il tempio della Sibilla, secondo gli adepti di queste credenze, sarebbe il cuore di un pentagono mistico i cui punti cardinali fanno la felicità dei cacciatori di misteri della domenica. Il parco accoglie ancora oggigiorno le riunioni notturne "segrete" di alcuni fanatici, con grande dispiacere delle autorità parigine. La rete di gallerie della vecchia cava, oggi chiusa al pubblico, condurrebbe, secondo le voci degli iniziati, ad una sala segreta, luogo di potere magico.

## Fauna e flora
Questo parco contiene una grande varietà di specie ed è il più ricco parco pubblico parigino per varietà di essenze. Fra le specie più particolari si può segnalare: una sophora i cui rami si chinano verso le acque del lago, un platano orientale piantato nel 1862 (6,35 m di circonferenza), uno spino di Giuda, un nocciolo di Byzance, due ginkgo biloba, un olmo della Siberia, un cedro del Libano piantato nel 1880 ed altri ancora.

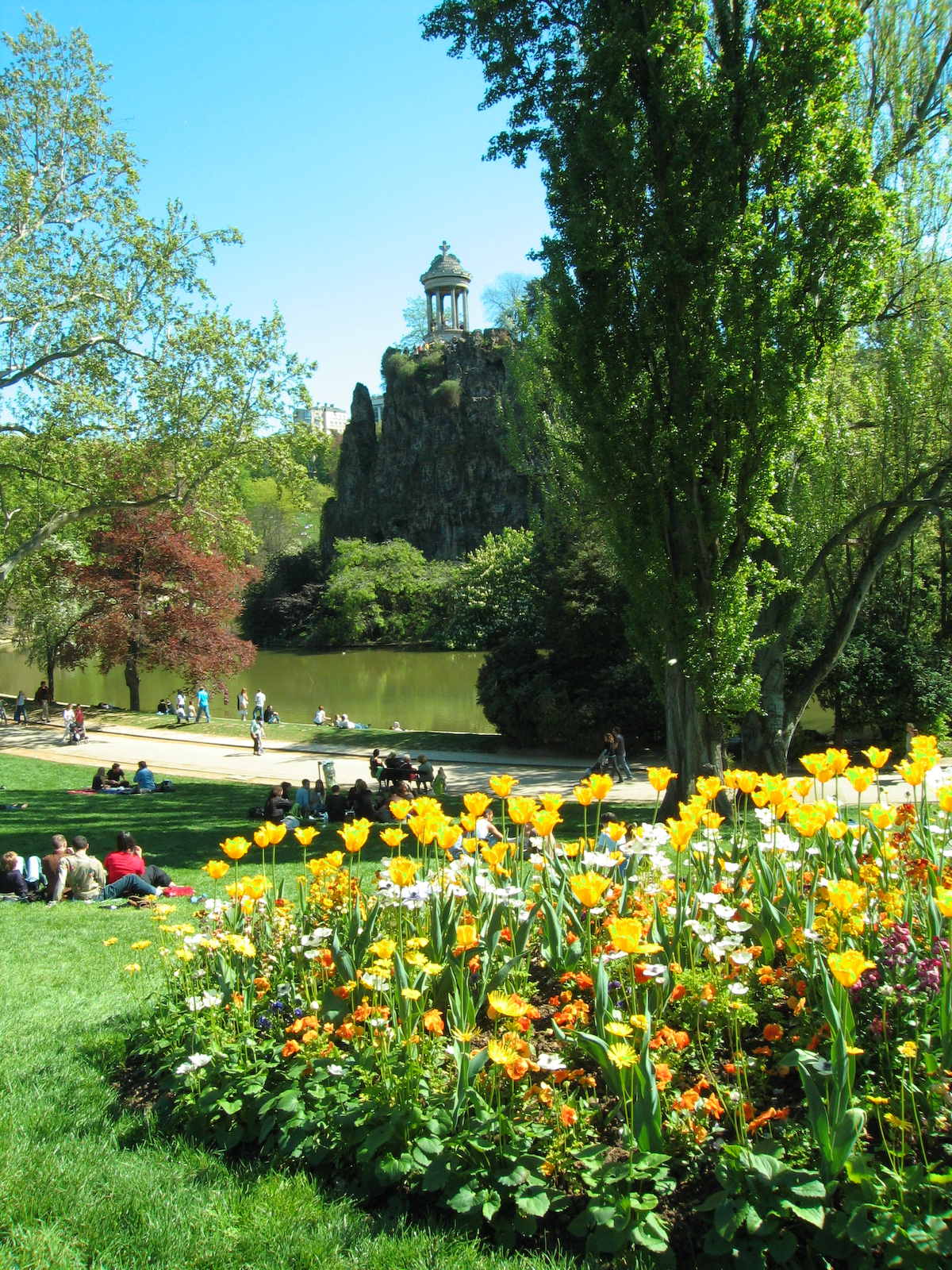
Il lago e il tempietto della Sibilla.

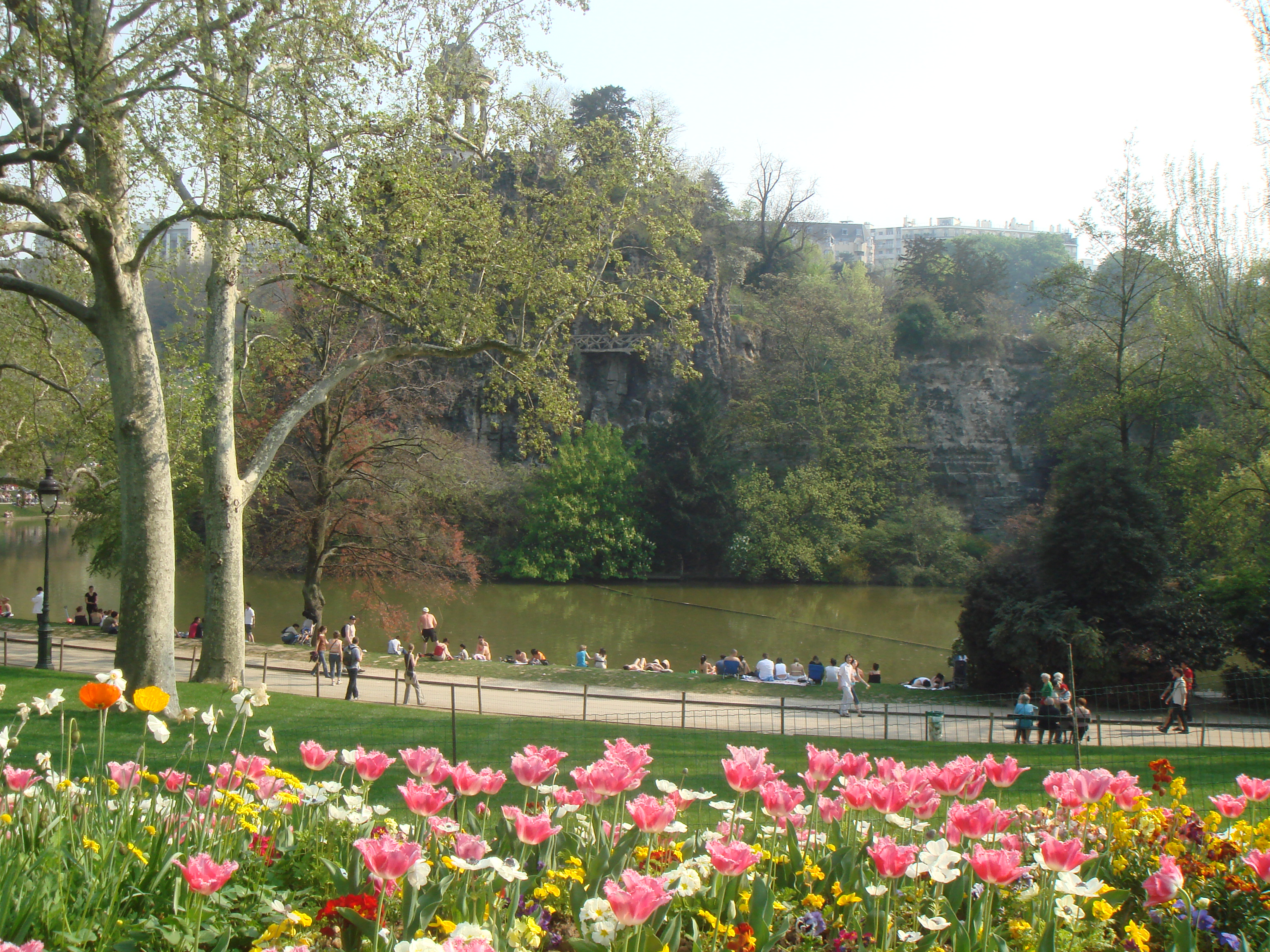
Il laghetto in primavera.

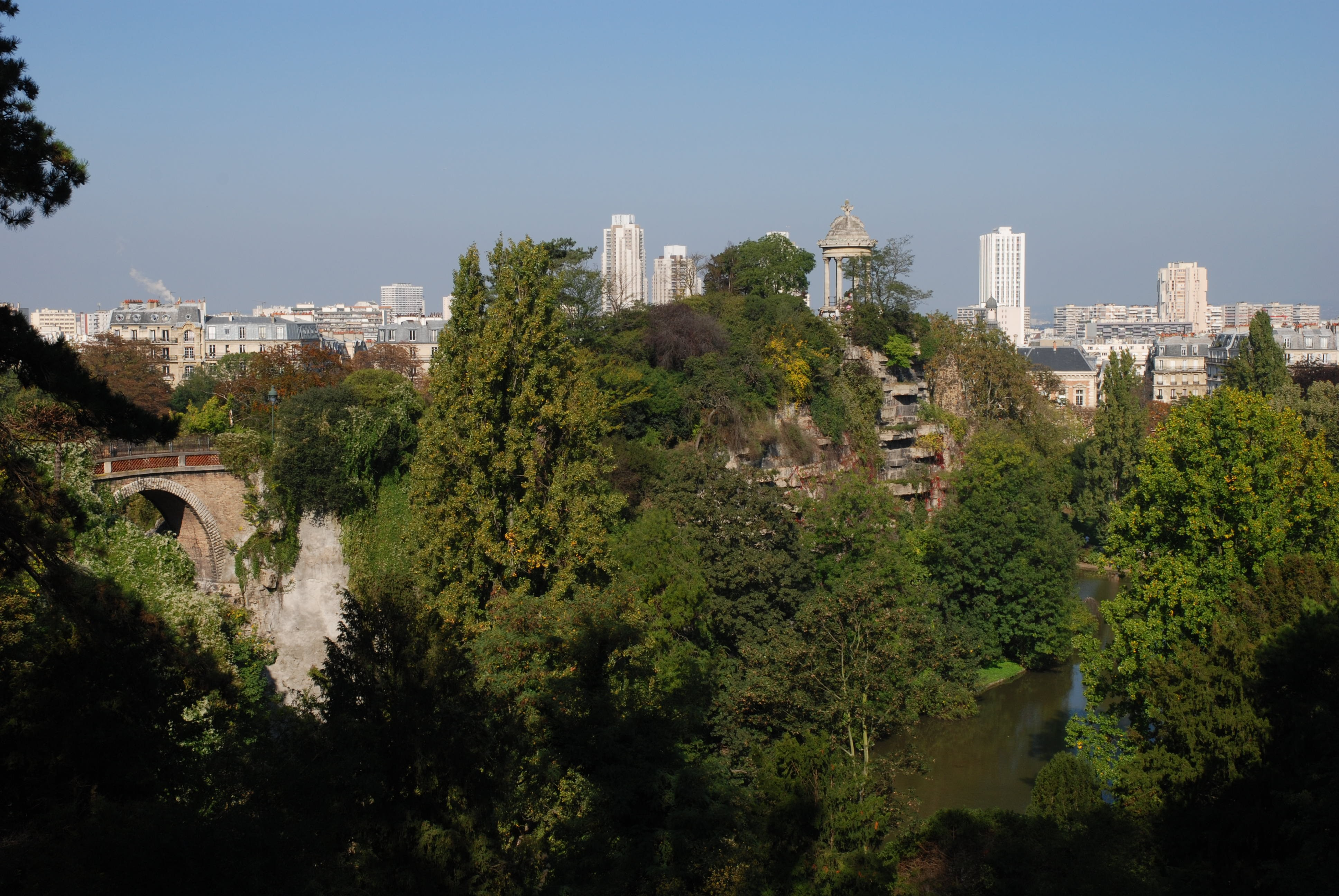
Il parco da sud con il ponte e il tempietto della Sibilla.

Una moltitudine di uccelli popola l'intero parco. Senza pretendere l'esaustività si possono trovare: cornacchie, passeri, colombi, piccioni delle città, gazze, merli, cinciallegre, fringuelli ed altri ancora. In primavera si aggiungono la capinera a testa nera, il rondone e altre specie. Non è poi raro vedere o sentire delle cince dalla lunga coda e dei picchi, particolarmente il picchio verde, tordi, ghiandaie e rondini di finestra aggirarsi sotto lo sguardo rapace di gheppi e sparvieri. Sul lago, folaghe, anatre colliverdi ed anatre di Barbarie, oche, aironi cinerini e gabbiani soprattutto in inverno. Talvolta si può incontrare anche il martin pescatore.